# Indische Cricket-Nationalmannschaft in den West Indies in der Saison 2006
Die Tour der indischen Cricket-Nationalmannschaft in die West Indies in der Saison 2006 fand vom 18. Mai bis zum 2. Juli 2006 statt. Die internationale Cricket-Tour war Bestandteil der Internationalen Cricket-Saison 2006 und umfasste vier Tests und fünf ODIs. Indien gewann die Test-Serie 1–0, während die West Indies die ODI-Serie 4–1 gewannen.

## Vorgeschichte
Die West Indies spielten zuvor eine Tour gegen Simbabwe, für Indien war es die erste Tour der Saison.
Das letzte Aufeinandertreffen der beiden Mannschaften bei einer Tour fand in der Saison 2002/03 in Indien statt.

## Stadien
Die folgenden Stadien wurden für die Tour als Austragungsort vorgesehen und am 16. September 2005 bekanntgegeben.
| Stadt         | Land                | Stadion                   | Kapazität | Spiele               |
| ------------- | ------------------- | ------------------------- | --------- | -------------------- |
| Basseterre    | St. Kitts und Nevis | Warner Park               | 8.000     | 3. Test; 3. ODI      |
| Gros Islet    | Saint Lucia         | Beausejour Stadium        | 20.000    | 2. Test              |
| Kingston      | Jamaika             | Sabina Park               | 20.000    | 4. Test; 1. & 2. ODI |
| Port of Spain | Trinidad und Tobago | Queen’s Park Oval         | 25.000    | 4. & 5. ODI          |
| St. John’s    | Antigua und Barbuda | Antigua Recreation Ground | 12.000    | 1. Test              |

## Kaderlisten
Indien benannte seinen ODI-Kader am 20. April und seinen Test-Kader am 24. Mai 2006.
Die West Indies benannten ihren ODI-Kader am 16. Mai und ihren Test-Kader am 28. Mai 2006.
| Test | Test | ODI | ODI |
| West Indies | Indien | West Indies | Indien |
| --- | --- | --- | --- |
| - Brian Lara (K) - Ian Bradshaw - Dwayne Bravo - Shivnarine Chanderpaul - Pedro Collins - Corey Collymore - Fidel Edwards - Daren Ganga - Chris Gayle - Dave Mohammed - Denesh Ramdin (wk) - Marlon Samuels - Ramnaresh Sarwan - Jerome Taylor | - Rahul Dravid (K) - Mahendra Singh Dhoni (wk) - Wasim Jaffer - Mohammad Kaif - Anil Kumble - VVS Laxman - Munaf Patel - Irfan Pathan - Virender Sehwag - Harbhajan Singh - Vikram Singh - Yuvraj Singh - Skanthakumaran Sreesanth | - Brian Lara (K) - Carlton Baugh (wk) - Ian Bradshaw - Dwayne Bravo - Shivnarine Chanderpaul - Sewnarine Chattergoon - Corey Collymore - Fidel Edwards - Chris Gayle - Wavell Hinds - Dave Mohammed - Ranko Morton - Denesh Ramdin - Marlon Samuels - Ramnaresh Sarwan - Dwayne Smith - Jerome Taylor | - Rahul Dravid (K) - Ajit Agarkar - Mahendra Singh Dhoni (wk) - Mohammad Kaif - Munaf Patel - Irfan Pathan - Ramesh Powar - Suresh Raina - Rudra Singh - Harbhajan Singh - Yuvraj Singh - Skanthakumaran Sreesanth - Robin Uthappa - Yalaka Venugopal Rao |

## Tour Matches
| 16. Mai Scorecard | Montego Bay | Indians 289-7 (50)           | – | Jamaika 173 (45) |
|                   |             | Indians gewinnt mit 116 Runs |   |                  |

| 30. – 31. Mai Scorecard | Saint John’s | Antigua und Barbuda 300 (72.2) | – | Indians 311-9 (96) |
|                         |              | Remis                          |   |                    |

## One-Day Internationals

### Erstes ODI in Kingston
| 18. Mai Scorecard | Kingston | West Indies 251-6 (45/45)    | – | Indien 254-5 (44.5/45) |
|                   |          | Indien gewinnt mit 5 Wickets |   |                        |

### Zweites ODI in Kingston
| 20. Mai Scorecard | Kingston | West Indies 198-9 (50)        | – | Indien 197 (49.4) |
|                   |          | West Indies gewinnt mit 1 Run |   |                   |

### Drittes ODI in Basseterre
| 23. Mai Scorecard | Basseterre | Indien 245-9 (50)                 | – | West Indies 248-6 (49.5) |
|                   |            | West Indies gewinnt mit 4 Wickets |   |                          |

### Viertes ODI in Port of Spain
| 26. Mai Scorecard | Port of Spain | Indien 217-7 (50)                 | – | West Indies 218-4 (44) |
|                   |               | West Indies gewinnt mit 6 Wickets |   |                        |

### Fünftes ODI in Port of Spain
| 28. Mai Scorecard | Port of Spain | West Indies 255-6 (50)          | – | Indien 236 (48) |
|                   |               | West Indies gewinnt mit 19 Runs |   |                 |

## Tests

### Erster Test in Saint John’s
| 2. – 6. Juni Scorecard | Saint John’s | Indien 241 (92.5) & 521-6d (150.5) | – | West Indies 371 (98.3) & 298-9 (95) |
|                        |              | Remis                              |   |                                     |

Der Inder Virender Sehwag wurde auf Grund zu exzessiven appelierens mit einer Geldstrafe belegt, während der ebenfalls sehr emotional agierende west-inder Brian Lara umstrittenerweise keine Strafe bekam.

### Zweiter Test in Gros Islet
| 10. – 14. Juni Scorecard | Gros Islet | Indien 588-8d (148.2) | – | West Indies 215 (85.1) & 294-7 (119) |
|                          |            | Remis                 |   |                                      |

### Dritter Test in Basseterre
| 22. – 26. Juni Scorecard | Basseterre | West Indies 581 (170) & 172-6d (32) | – | Indien 362 (107) & 298-4 (85) |
|                          |            | Remis                               |   |                               |

### Vierter Test in Kingston
| 30. Juni – 2. Juli Scorecard | Kingston | Indien 200 (87.4) & 171 (65.1) | – | West Indies 103 (33.3) & 219 (69.4) |
|                              |          | Indien gewinnt mit 49 Runs     |   |                                     |